# Bernardo Rodríguez
Bernardo Rodríguez war ein spanischer Fußballspieler in Mexiko, der in der Angriffsreihe zum Einsatz kam.
Der in Spanien geborene Rodríguez wanderte als junger Mann nach Mexiko aus, wo er zunächst in der Hafenstadt Tampico landete. Dort begann er auch mit dem Fußballsport. Anschließend verzog er in die Hafenstadt Veracruz, wo er eine Zeitlang lebte, bevor er vor der Saison 1913/14 zum Club España in die Hauptstadt Mexikos übersiedelte. Das Libro de oro del fútbol mexicano bezeichnet die vier wichtigen Neuzugänge vor dieser Saison (Enrique Gavaldá, die Brüder Antonio und Jaime Arechederra sowie der hier erörterte Bernardo Rodríguez) als die entscheidenden Verstärkungen, durch die der Verein sich in den folgenden Jahren zum neuen Serienmeister von Mexiko entwickelte. Rodríguez wird in diesem Standardwerk des mexikanischen Fußballs als „gefährlicher Torjäger“ beschrieben und gleich in seiner ersten Saison 1913/14 konnte er die ihm zugeschriebene Torgefährlichkeit unter Beweis stellen, als er Torschützenkönig der Primera Fuerza wurde.
Bereits 1914 wurde Rodríguez zusammen mit dem Vereinsgründer Francisco Arias und dem Sekretär Francisco Gómez Alonso zum Delegierten des Club España gewählt, der die Interessen des Vereins in der Liga vertrat. Im April 1915 wurde Rodríguez zum Vereinspräsidenten gewählt; ein Job, den er – wie damals beim Club España üblich – für ein Jahr ausübte.
Als Spieler gehörte Bernardo Rodríguez nachweislich zu den Meistermannschaften des Club España in den Spielzeiten 1913/14, 1914/15, 1915/16 und 1918/19.

## Erfolge
- Mexikanischer Meister: 1914, 1915, 1916, 1919 (evtl. weitere Meisterschaften gewonnen?)
- Mexikanischer Pokalsieger: wahrscheinlich 1915 und 1919 (möglicherweise auch 1917 und 1918?)
- Torschützenkönig: 1914 (sechs Tore in acht Spielen)